# Liechtenstein az 1960. évi nyári olimpiai játékokon
Liechtenstein az olaszországi Rómában megrendezett 1960. évi nyári olimpiai játékok egyik részt vevő nemzete volt. Az országot az olimpián 3 sportágban 5 sportoló képviselte, akik érmet nem szereztek.

## Atlétika
Férfi
| Versenyző  | Versenyszám | Előfutam      | Előfutam      | Negyeddöntő | Negyeddöntő | Elődöntő | Elődöntő | Döntő   | Döntő    |
| Versenyző  | Versenyszám | Idő           | Hely.         | Idő         | Hely.       | Idő      | Hely.    | Idő     | Helyezés |
| ---------- | ----------- | ------------- | ------------- | ----------- | ----------- | -------- | -------- | ------- | -------- |
| Egon Oehri | 800 m       | 2:00,3        | 6.            | kiesett     | kiesett     | kiesett  | kiesett  | kiesett | kiesett  |
| Egon Oehri | 1500 m      | nem ért célba | nem ért célba |             |             |          |          | kiesett | kiesett  |

| Versenyző    | Versenyszám | 100 m | 100 m | Távolugrás | Távolugrás | Súlylökés | Súlylökés | Magasugrás | Magasugrás | 400 m            | 400 m            | 110 m gát     | 110 m gát     | Diszkoszvetés | Diszkoszvetés | Rúdugrás      | Rúdugrás      | Gerelyhajítás | Gerelyhajítás | 1500 m        | 1500 m        | Végeredmény   | Végeredmény   |
| Versenyző    | Versenyszám | Idő   | Pont  | Eredmény   | Pont       | Eredmény  | Pont      | Eredmény   | Pont       | Idő              | Pont             | Idő           | Pont          | Eredmény      | Pont          | Eredmény      | Pont          | Eredmény      | Pont          | Idő           | Pont          | Pont          | Helyezés      |
| ------------ | ----------- | ----- | ----- | ---------- | ---------- | --------- | --------- | ---------- | ---------- | ---------------- | ---------------- | ------------- | ------------- | ------------- | ------------- | ------------- | ------------- | ------------- | ------------- | ------------- | ------------- | ------------- | ------------- |
| Alois Büchel | Tízpróba    | 11,5  | 737   | 654 cm     | 651        | 9,79 m    | 406       | 173 cm     | 689        | nem állt rajthoz | nem állt rajthoz | nem ért célba | nem ért célba | nem ért célba | nem ért célba | nem ért célba | nem ért célba | nem ért célba | nem ért célba | nem ért célba | nem ért célba | nem ért célba | nem ért célba |

## Kerékpározás

### Országúti kerékpározás
| Versenyző  | Versenyszám   | Idő           | Helyezés      |
| ---------- | ------------- | ------------- | ------------- |
| Adolf Heeb | Mezőnyverseny | nem ért célba | nem ért célba |

## Sportlövészet
Férfi
| Versenyző       | Versenyszám           | Selejtező | Selejtező | Selejtező | Döntő   | Döntő    |
| Versenyző       | Versenyszám           | Csoport   | Pont      | Helyezés  | Pont    | Helyezés |
| --------------- | --------------------- | --------- | --------- | --------- | ------- | -------- |
| Gustav Kaufmann | Sportpuska, fekvő     | A         | 374       | 38.       | kiesett | =73.     |
| Gustav Kaufmann | Sportpuska, összetett | B         | 507       | 33.       | kiesett | 65.      |
| Guido Wolf      | Sportpuska, összetett | A         | 493       | 33.       | kiesett | 68.      |
| Guido Wolf      | Sportpuska, fekvő     | B         | 374       | 36.       | kiesett | =73.     |